# Solve et repete
Solve et repete es un principio o aforismo latino que se traduce literalmente como «paga y reclama». Su significado transmite la idea según la cual, para poder recurrir, o reclamar él, u oponerse al mandato de pago contenido en una determinada resolución ejecutiva, emanada del poder de un órgano competente de la Administración pública, antes de ello es obligado pagar (o garantizar indefectiblemente el pago) a dicha Administración.